# Samolot dyspozycyjny
Samolot dyspozycyjny lub służbowy – samolot używany przez przedsiębiorstwa lub instytucje do służbowych przewozów pasażerów lub ładunków.
Samolot dyspozycyjny to określenie stosowane na samoloty używane przez przedsiębiorstwa lub instytucje do służbowych przewozów pasażerów lub pilnych przewozów niewielkich ładunków. Niektórzy autorzy zaliczają do nich także samoloty rządowe, służące do przewozu członków władz państwowych (VIP). Istotne dla wyróżnienia samolotu dyspozycyjnego jest przeznaczenie do lotów służbowych, odmiennych od lotów sportowych, rekreacyjnych lub turystycznych. Nie zalicza się do nich natomiast samolotów zawodowych przewoźników. Nie zalicza się do nich również samolotów roboczych (służących do wykonywania usług, np. patrolowych lub fotogrametrycznych), aczkolwiek podział nie jest precyzyjny i u poszczególnych użytkowników samoloty dyspozycyjne mogą służyć także do takich zadań. Ich odpowiednikiem w wojsku były samoloty łącznikowe.
Samoloty dyspozycyjne na świecie zaczęły być na szerszą skalę wykorzystywane od lat 30. XX wieku, gdy stopień ich niezawodności zaczął gwarantować wystarczające bezpieczeństwo lotu. Stosowane początkowo w tym celu były zarówno lekkie dwumiejscowe samoloty sportowe, kilkumiejscowe samoloty turystyczne, jak i niewielkie samoloty pasażerskie lub zaadaptowane nieuzbrojone samoloty bombowe, zwłaszcza w okresie II wojny światowej. Produkcja specjalnych samolotów budowanych w takim celu rozwinęła się na świecie w latach 60. i 70. XX wieku. Stopniowo utrwaliły się typowe wzorce samolotów dyspozycyjnych, najczęściej dwusilnikowych, zabierających 6–12 pasażerów, napędzanych zarówno silnikami tłokowymi, jak i turbośmigłowymi lub odrzutowymi.
W Polsce pierwszym samolotem dyspozycyjnym używanym na potrzeby instytucji był de Havilland DH.60 Moth redakcji miesięcznika „Skrzydlata Polska” z 1933 roku, a następnie pierwszymi samolotami należącymi do przedsiębiorstw były turystyczne RWD-13 fabryki czekolady E. Wedel (znaki SP-WDL) i Polskich Zakładów Philipsa (SP-PZP) z 1937 roku. Bezpośrednio po II wojnie światowej, oprócz samolotów eskadry rządowej, samolotów dyspozycyjnych najpierw zaczęły używać wytwórnie lotnicze. Instytucje pozalotnicze, niektóre urzędy i przedsiębiorstwa zaczęły w Polsce używać samolotów dyspozycyjnych od lat 60., a na większą skalę od lat 70. XX wieku. Do ostatniej dekady istnienia PRL używane było w Polsce jedynie kilkadziesiąt samolotów dyspozycyjnych, a najliczniejszymi typami były: Let L-200 Morava, Jak-12, An-2 i PZL-104 Wilga.